# Трей Ніоні
Трей Ніоні (англ. Trey Nyoni; нар. 30 червня 2007) — англійський футболіст, півзахисник клубу «Ліверпуль».

## Клубна кар'єра
Центральний півзахисник, Ніоні перебував у молодіжній системі «Лестер Сіті». У віці 15 років він грав за команду юнаків до 18 років і двічі забив у 13 матчах Прем'єр-ліги для юнаків до 18 років протягом сезону 2022-23 рр. За повідомленнями, два клуби не змогли домовитися про плату, яку повинен був встановити третейський суд. У вересні 2023 року він забив переможний гол у юнацькій грі «Ліверпуля» проти «Евертона» до 18 років.
У жовтні 2023 року з'явилася інформація про те, що після успішних виступів за молодіжні команди «Ліверпуля» почав тренуватися з першою командою під керівництвом Юргена Клоппа. У листопаді 2023 року Ніоні дебютував у складі молодіжної команди «Ліверпуля» U-21 в Прем'єр-лізі 2.
Дебютував за «Ліверпуль» U-21 у Трофеї Футбольної ліги на виїзді проти «Барроу» 7 листопада 2023 року Уперше він був включений до складу на матч Прем'єр-ліги, але не вийшов на заміну в домашній зустрічі проти «Брентфорда» (3–0).
25 лютого 2024 року вийшов на заміну у фіналі Кубка Футбольної ліги 2024 року. 28 лютого зіграв у матчі п'ятого раунду Кубка Англії проти «Саутгемптона», таким чином став наймолодшим (16 років і 243 дні) гравцем «Ліверпуля» у цьому турнірі, а також третім наймолодшим в історії клубу після Джерома Сінклера (16 років і 6 днів) і Гарві Елліотта (16 років і 174 дні).

## Кар'єра у збірній
Ніоні має право грати за Англію, країну свого народження, або Зімбабве через своїх батьків.
Ніоні забив і віддав гольову передачу у своєму дебютному матчі за збірну Англії U16 у серпні 2022 року, у перемозі 3–2 над збірною Італії U16. Він був викликаний до збірної Англії U17 у жовтні 2023 року.

## Стиль гри
Ніоні описують як 8-го номера з хорошим відчуттям рівноваги, здатного грати обома ногами та бити з обох ніг.

## Особисте життя
Ніоні народився в Англії, в сім'ї вихідців із Зімбабве.

## Нагороди та досягнення
«Ліверпуль»
- Володар Кубка Футбольної ліги: 2023–24[17]